# Pat Moss
Pat Moss   (Thames Ditton, 27 de desembre de 1934 - Tring, 14 d'octubre de 2008) va ser una de les pilots femenines de ral·lis d'automòbils amb més èxit de tots els temps, amb tres victòries absolutes i set podis en ral·lis internacionals. Va ser coronada campiona femenina d'Europa de ral·lis cinc vegades (1958, 1960, 1962, 1964–65).

## Biografia
Pat Moss era filla del dentista britànic Alfred Moss i d'Aileen Craufurd. L'afició familiar al motor era notòria. El seu pare va tenir una modesta carrera com a pilot aficionat i fins i tot va participar en les 500 Milles d'Indianapolis de 1924. La seva mare també va competir en diversos esdeveniments regionals. El seu germà gran, Stirling Moss, va ser una estrella del Gran Premi de Fórmula 1 durant la dècada de 1950.
Pat Moss va créixer a Bray, Berkshire, i va aprendre a conduir als 11 anys. Però va començar la seva carrera esportiva en l'equitació, fent-se coneguda com a saltadora d'èxit i va arribar a formar part de l'equip britànic de salt d'obstacles. El 1953, als 18 anys, va començar a conduir en ral·lis com a copilot de Ken Gregory, entrenador del seu germà. L'any 1954, Moss va comprar un Triumph TR2 i va començar a fer ral·lis més seriosament. Va demanar a Standard-Triumph que cobris les seves despeses per conduir el seu TR2 al Ral·li RAC de 1955, però no van acceptar la proposta.

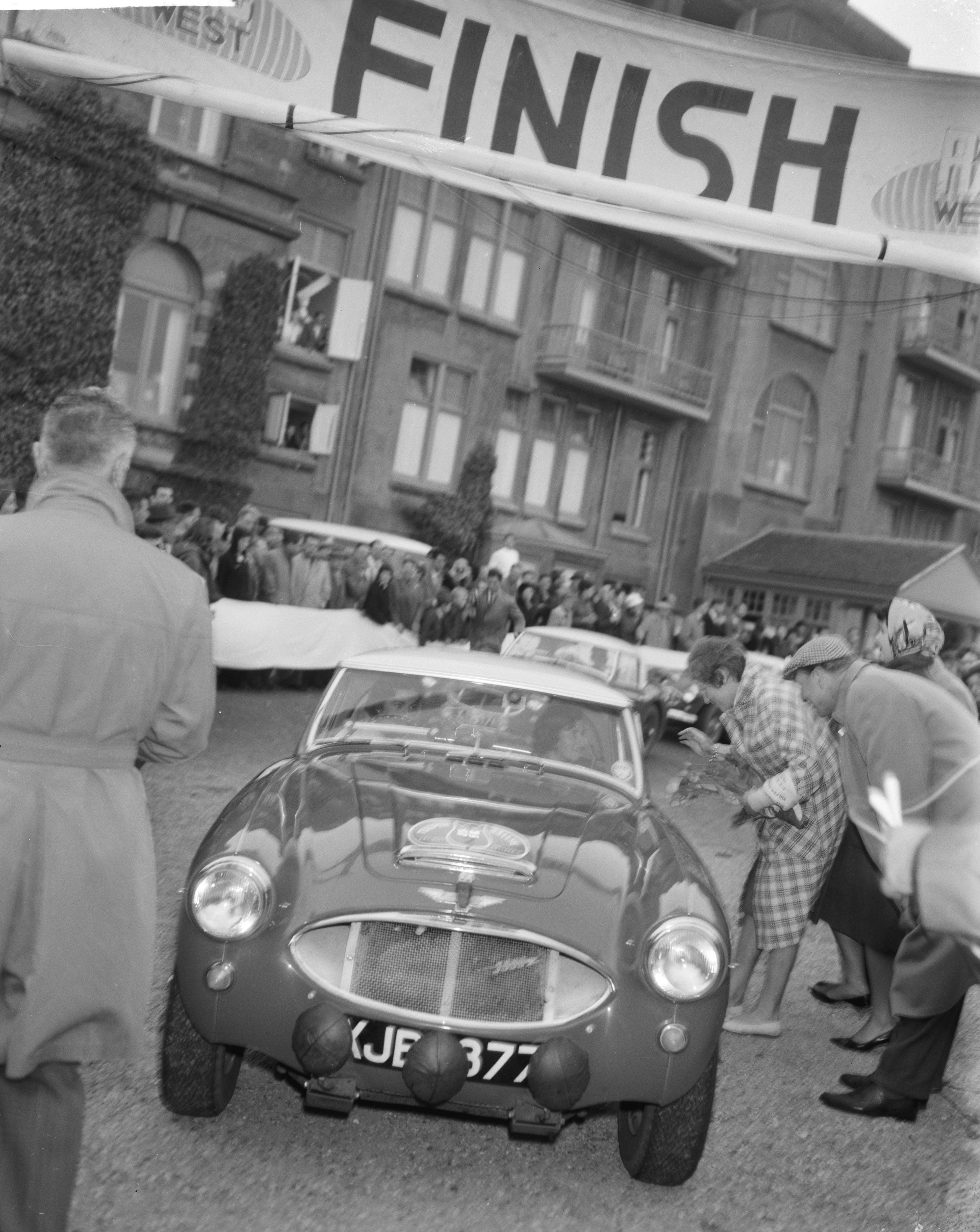
Arribada de Pat Moss a Noordwijk, al final de la Tulpenrallye

En canvi, MG Cars va oferir-li un MG TF 1500 de proves. Així va començar una relació de set anys que li donaria tres campionats i que va beneficiar la British Motor Corporation amb una valuosa publicitat. Com a pilot de l'equip de treball BMC, Moss va tenir el seu gran avenç l'any 1958, quan va portar el seu Morris Minor al 4t lloc al RAC Rally. Va aconseguir un altre quart lloc al Ral·li Lieja–Roma–Lieja, de Bèlgica, en un Austin-Healey 100/6 i va guanyar el primer dels seus cinc Campionats d'Europa de Ral·lis Femenins.
El 1960, Moss va aconseguir la victòria de la Lieja–Roma–Lieja en un Austin-Healey 3000 i va acabar segona a la Coupe des Alpes. L'any 1961 va quedar 2a al Ral·li RAC. El 1962 va ser 3a al East African Safari Rally, amb un Saab 96 i, al RAC, amb l'Austin-Healey. El seu major assoliment, però, va ser guanyar el Tulpenrallye dels Països Baixos en un Mini Cooper, que Moss considerava "convuls i bastant rebel posat al límit". Assolia així la primera victòria de Mini Morris en un ral·li internacional.
El 1963, Moss es va unir a la Ford Britain i va aconseguir un sisè lloc al Ral·li de l'Acròpolis amb el seu Ford Cortina tunejat a Lotus. El juliol de 1963 es va casar amb el seu company de ral·lis Erik Carlsson. Ford va intentar fitxar Erik, però Moss va canviar a l'equip de treball de Saab per associar-se amb el seu marit. Junts, van competir en 11 ral·lis internacionals. Els seus resultats més destacats van ser un 3r lloc al Ral·li de l'Acròpolis i el 4t al Lieja–Sofia–Lieja i al Ral·li RAC. Al ral·li de Monte-Carlo va quedar 5a el 1964 i 3a el 1965.
El 1968, Moss es va incorporar a Lancia per conduir el nou Fulvia, que la va portar al 14è lloc al Ral·li de Monte-Carlo i al 2n lloc al Ral·li de Sanremo.
El desembre de 1969, Moss i Carlsson van tenir una filla, Susan. En aquell moment, Moss es va unir a Renault Alpine i va fer el 10è lloc al Ral·li de Monte-Carlo de 1972, abans de retirar-se finalment el 1974. Va morir als 73 anys, a casa seva, a Eaton Bray, Bedfordshire.
És autora d'unes memòries, The Story So Far (1967) i, amb el seu marit, coautora de The Art and Technique of Driving (1965).

## Reconeixement i memòria
La casa Morris va llançar al mercat el 2022 en una edició especial un automòbil amb el nom de Mini John Cooper Works Pat Moss, per fer homenatge a la pilot que, en un mon dominat pels homes, va aconseguir la primera victòria en ral·lis internacionals per a la marca: al Tulpenrallye dels Països Baixos.